# Michael Frontzeck
Michael Frontzeck est un footballeur international allemand né le 26 mars 1964 à Mönchengladbach, désormais reconverti entraîneur.
Défenseur latéral gauche, et international à 19 reprises, il participe à l'Euro 1992 avec l'Allemagne.

## Carrière

### Joueur
- 1982-1989 : Borussia Mönchengladbach  Allemagne
- 1989-1994 : VfB Stuttgart  Allemagne
- 1994-1995 : VfL Bochum  Allemagne
- 1995-jan. 1996 : Borussia Mönchengladbach  Allemagne
- fév. 1996-décembre 1996 : Manchester City  Angleterre
- jan. 1997-déc. 1998 : SC Fribourg  Allemagne
- jan. 1999-2000 : Borussia Mönchengladbach  Allemagne

### Entraîneur
- 2006-2007 : Aix-la-Chapelle  Allemagne
- déc. 2007-2009 : Arminia Bielefeld  Allemagne
- 2009-fév. 2011 : Borussia Mönchengladbach  Allemagne
- oct. 2012-nov. 2013 : FC Sankt Pauli  Allemagne
- avr. 2015-déc. 2015[1] : Hanovre 96  Allemagne

## Palmarès

### Joueur
- 19 sélections et 0 but en équipe d'Allemagne entre 1984 et 1992
- Finaliste de l'Euro 1992 avec l'Allemagne
- Champion d'Allemagne en 1992 avec le VfB Stuttgart
- Vainqueur de la Supercoupe d'Allemagne en 1992 avec le VfB Stuttgart
- Finaliste de la Coupe d'Allemagne en 1984 avec le Borussia Mönchengladbach